# A. Erol Göksu
Abdullah Erol Göksu (* 1957 in Karaman, Türkei) ist ein türkischer Autor und Liedtexter.

## Leben
Göksu besuchte in Karaman die Grund- und Mittelschule. Seine Eltern gehörten zu den ersten Gastarbeitern in Deutschland. Göksu wurde als Kind nach Deutschland geholt. Er erlangte ein Fachabitur und machte eine Berufsausbildung zum Chemietechniker. Anschließend arbeitete er in einem Labor.
In seiner Freizeit verfasste er für die türkische Wochenzeitung Anadolu in Bonn u. a. Erzählungen, Kreuzworträtsel, Nachrichten und Fotoromane. Schon in jungen Jahren schrieb er einige Gedichte und Erzählungen. Göksu erhielt Preise für seine Gedichte und Erzählungen. Seine Romane wurden in türkischen Tageszeitungen wie Türkiye in Fortsetzungen und anschließend auch als Bücher veröffentlicht. Sein bekanntestes Lied Kır Kahvesi wurde in Interpretationen der Schlagersänger Suat Sayın und Gülden Karaböcek aufgenommen.

## Veröffentlichungen
- Akşam Güneşi. Gedichte. 1977.
- Kahır. Roman.  1979.
- Gurbet Türküsü. Drehbuch. 1981.
- Dost Kazığı. Erzählungen. 1991.
- Hasret. Az Kitap, 1994, ISBN 975-362-151-5.
- Sen Bende Gizlisin. Gedichte. 2005, ISBN 975-7163-27-9.
- Söndü Nefesim. Gedichte. 2005, ISBN 975-7163-26-0.
- Şöhretin Bedeli. Roman. 2006.
- Sahipsizler. Akis Yayınları, 2006, ISBN 9944-302-18-X.
- Nobel Ödüllü Edebiyatçılar. Biografien. 2007.
- İthal Gelinler – İthal Damatlar. Melce Yayınları, 2010, ISBN 978-605-88586-3-3.
- Bir Yürek Yarası. Esen Kitap, 2011, ISBN 978-605-87761-4-2.
- Dönüş Sancısı 1 – Hasret. Roman. 2019, ISBN 978-605-7918-29-1.
- Dönüş Sancısı 2 – Değişim. Roman. 2020, ISBN 978-625-7987-17-2.
- Dönüş Sancısı 3 – Bitiş. Roman.